# Anambaseilanden
De Anambaseilanden (Indonesisch:Kepulauan Anambas) zijn een Indonesische eilandengroep die een kleine archipel vormt en onderdeel zijn van de provincie Riouwarchipel. De Anambaseilanden liggen in de Zuid-Chinese Zee tussen Oost- en West-Maleisië en Kalimantan. De belangrijkste eilanden zijn: Siantan (Tarempa), Jemaja, Matak, Mubur en Kiabu (Airabu). In totaal bestaat Anambas uit 238 eilanden, waarvan het gros onbewoond is.
De eilandengroep heeft een grote gasvoorraad die voornamelijk wordt geëxporteerd naar Singapore en Maleisië. Het eiland Matak is het belangrijkste eiland voor de aardgaswinning. Naast aardgas is toerisme en met name duiktoerisme een bron van inkomsten.
De Anambaseilanden kunnen worden bereikt d.m.v. veerboot, passagiersschip en vliegtuig.